# Costularia
Costularia es un género de plantas herbáceas de la familia de las ciperáceas. Comprende 36 especies descritas y de estas, solo 25 aceptadas.

## Taxonomía
El género fue descrito por Charles Baron Clarke y publicado en Flora Capensis 7: 274. 1898. La especie tipo es: Costularia natalensis C.B. Clarke. 

## Especies
- Costularia arundinacea
- Costularia baroni
- Costularia brevicaulis
- Costularia brevifolia
- Costularia breviseta
- Costularia chamaedendron[3]